# Rolf Alex
Rolf Alex, född 1954, är en svensk trumslagare som arbetade som studiomusiker från mitten av 1970-talet fram till 1989. Han har även varit verksam som låtskrivare och producent och senare arbetat med ljud/bildproduktion. 
Alex inledde sin musikkarriär 1971 i den okända gruppen "Provgrupp 9" sedermera Forbes. Vid denna tid spelade detta band jazzorienterad rock inspirerad av den amerikanska musikgruppen Chicago och Blood, Sweat & Tears. 1975 var han med i kabaréorkestern till AlexCab. Andra mer långvariga samarbeten var till exempel Wellander & Ronander Band (1978), Eva Dahlgren & Wajs Gajs (1980-1982) samt Anne-Lie Rydé (1985-1989). Tillsammans med Mats Olausson arrangerade och producerade Rolf Alex bland annat "Deidres samba" på samlingsskivan till Cornelis Vreeswijk kallad Den flygande holländaren (1988).
Under åren 1979-1984 arbetade han som trummis i TV-programmet "Måndagsbörsen" som sändes live från Hamburger Börs i Stockholm. Alex har också medverkat på skräckmusikalen "Spök!" på Maximteatern av Björn Skifs och Bengt Palmers och på diverse krogshower och ANC-galan på Scandinavium i Göteborg där svenska rockeliten och dåvarande statsministern Olof Palme protesterade mot mot den sydafrikanska apartheidregimen. Som producent har han arbetat med Anne-Lie Rydé och hårdrocksband som Baltimoore/Björn Lodin (1989, 1990) och Great King Rat. Han gett ut en skiva under eget namn med gruppen Alex Pro (1988).

## Andra artistsamarbeten
- Abba
- Marie Bergman
- Carola Häggkvist
- Björn Skifs
- Ted Gärdestad
- Finn Kalvik
- Ulf Lundell
- Turid
- Basse Wickman
- Mikael Rickfors
- Tomas Ledin
- Magnus Lindberg[förtydliga]
- Ola Magnell
- Scafell Pike
- Lasse Tennander
- Magnus Uggla
- Ingmar Nordströms